# 散蓮華

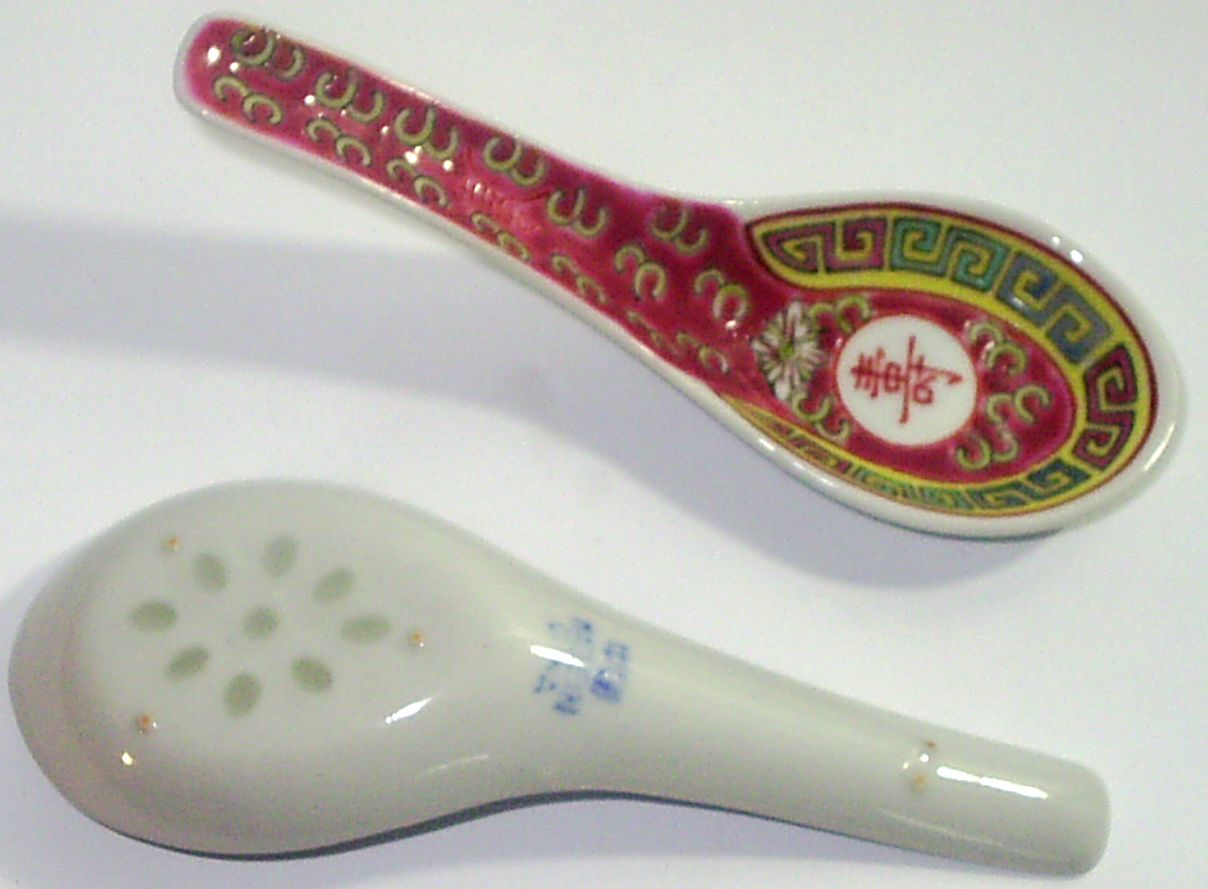
散蓮華の表（上）、裏

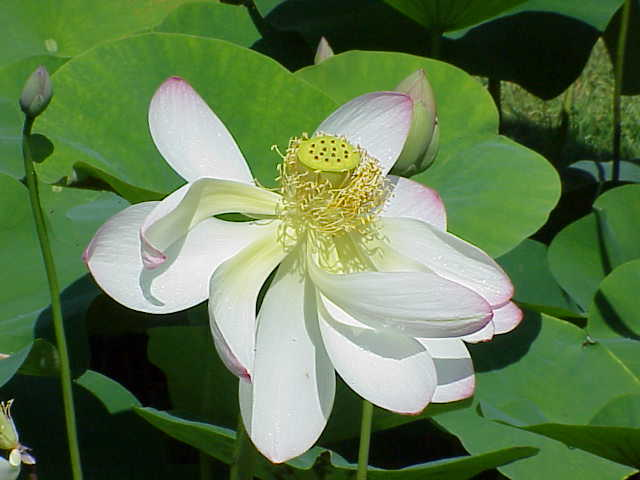
大きさも形も、蓮の花びらによく似ている。

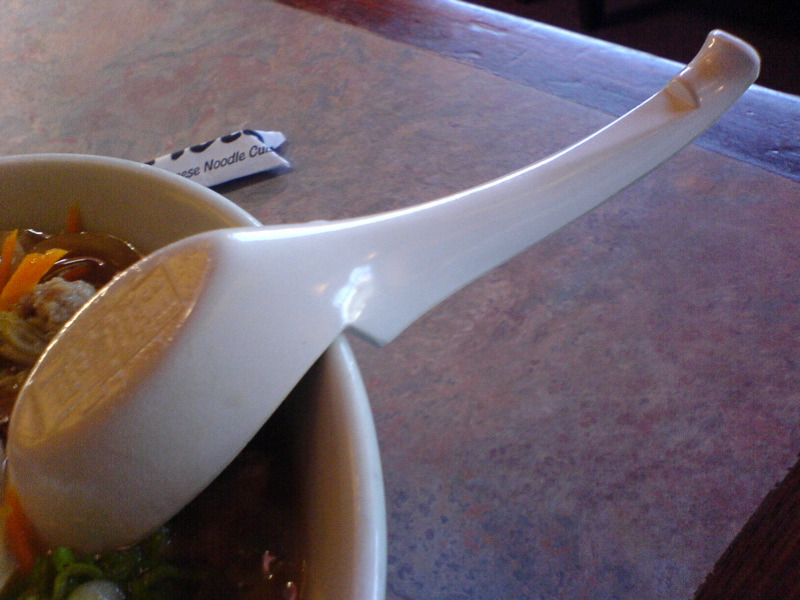
どんぶりの中に沈むことを防ぐ切り欠きつきラーメン用蓮華。

散蓮華（ちりれんげ）、またレンゲとは、中国や東南アジアで一般に用いられる陶製スプーン（匙）の日本での呼び名。飲食用の器具で食物をすくう、混ぜる、口に運ぶといった用途をもつ。
中国語では、湯匙（タンチー、中国語: 汤匙）という。
形状は底が楕円形の平たい舟の形状で舳先となる部分は丸くまた船尾となる部分が先細に伸びて柄（え）となるのが一般的。使われる地域はベトナムなど古くから中国文化の影響を受けた地域のほかシンガポール等世界各地の華僑の多く住む中華街でも用いられている。中国から日本へは平安時代に伝来した。

## 名称
日本語では、蓮の花（蓮華）から散った一枚の花びらに見立ててこの名がある。単に「れんげ」と呼ばれることもある。
中国語では、日常用いるため単に「調羹」又は「湯匙」等と呼ばれるのが一般的で別名に「匙羹」、「勺子」、「湯勺」、「挑子」「勺」 及び「匙子」等がある。西洋式のスプーンと区別する場合には中国式という意味で「中式」 zhōngshì の文字を添え「中式匙」又は「中式湯匙」などと呼ぶ。

## 形状と用途
木製の散蓮華も一部で作られたが、手間がかからず大量に生産できる陶製のものが一般的であった。中華料理店に限らずラーメンや長崎チャンポンなどの麺類を出す店が一般化したため日本でも需要が増え、一体成形のプラスチックが安価となった現代ではプラスチック製散蓮華が急増した。
日本で出回っている散蓮華の多くは、もともとはスープをすくうサイズで口に運ぶには大きく深さもあり、チャーハンなどを食べるのにはあまり適していない。その一方で中華文化圏の散蓮華にはさまざまな形状、大きさがあり例えばチャーハン類が食べやすいよう日本の散蓮華より小さく深さも浅く作られたものなどもある。
用途としてはスープ、麺類の汁、とろみのある中華料理、柔らかく崩れやすい雲呑、豆腐花又はマンゴープリン等の料理に用いる他、チャーハン等、箸では上手く食べることが難しい料理にも用いられる。小籠包を食べる際にスープがこぼれないようにしたりうどんなどを食べたりするのに使う場合もある。
また和食の一品として焼き物や茶碗蒸しのような蒸し料理等に於いてれんげを容器に用い一口サイズの料理とすることもある。
転じて主に器として使われるようになったものは呑水と呼ばれる。
散蓮華の付属品として「散蓮華受け」あるいは「れんげ台」と呼ばれる器がある。中華料理店などで食事中に散蓮華を置くために供される。